# UFC on Fox: VanZant vs. Waterson
UFC on Fox: VanZant vs. Waterson var en MMA-gala som arrangerades av Ultimate Fighting Championship och ägde rum 17 december 2016 i Sacramento i USA.